# Ischnothyreus serpentinum
Ischnothyreus serpentinum là một loài nhện trong họ Oonopidae.
Loài này thuộc chi Ischnothyreus. Ischnothyreus serpentinum được Michael Saaristo miêu tả năm 2001.